# Workin' Moms
Workin' Moms is een Canadese comedyserie bedacht door Catherine Reitman. De serie werd voor het eerst uitgezonden op 10 januari 2017 op CBC.

## Rolverdeling

### Hoofdrollen
- Catherine Reitman - Kate Foster
- Dani Kind - Anne Carlson
- Juno Rinaldi - Frankie Coyne
- Jessalyn Wanlim - Jenny Matthews

### Terugkerende rollen
- Katherine Barrell - Alicia Rutherford (seizoenen 1-2)
- Philip Sternberg - Nathan Foster
- Sarah McVie - Valerie "Val" Szalinsky
- Ryan Belleville - Lionel Carlson
- Peter Keleghan - Richard
- Nikki Duval - Rosie Phillips
- Dennis Andres - Ian Matthews
- Sadie Munroe - Alice Carlson
- Kevin Vidal - Mo Daniels (seizoenen 1-2)
- Nelu Handa - Jade
- Oluniké Adeliyi - Giselle Bois
- Jess Salgueiro - Gemene Nanny / Renya
- Novie Edwards - Sheila (seizoen 1)
- Mimi Kuzyk - Eleanor Galperin
- Jennifer Pudavick - Gena Morris
- Aviva Mongillo - Juniper
- Tennille Read - Bianca
- Christopher Redman - Brad
- LaRonn Marzett - Tom (seizoen 3)
- Ann Pirvu - Trish (seizoen 4)
- Dan Aykroyd - vader van Kate
- Wendy Crewson - Victoria Stromanger

### Bijrollen
- Varun Saranga - Chad (seasons 1–2)
- Alden Adair - Marvin Grimes (seasons 1–2)
- Mary Ashton - Sarah Hoffman (seasons 1–2)
- Amanda Brugel - Sonia (season 2)
- Angela Asher - Dorothy (season 2)
- Zachary Bennett - Carl (seasons 1–2)
- Donald MacLean Jr. - Forrest
- Nadine Djoury - Iris
- Lisa Berry - Natashia
- Erika Swayze - Brenna
- Jann Arden - Jane Carlson